# Salada de Calanda
La salada de Calanda es una zona especial de conservación de 32,86 hectáreas en el término municipal de Calanda (provincia de Teruel, Aragón, España). Se ubica al norte de la localidad, junto al canal de Calanda.
Consiste en una pequeña laguna salada endorreica en torno a la que se pueden observar cuatro tipologías de hábitats halófilos y gipsófilos de interés según la Directiva Hábitats así como un paisaje de valor por sus relieves invertidos. Entre las especies vegetales cabe reseñar a la Salicornia por su abundancia así como al Riella helicophylla (Bory & Mont.) Mont, un musgo en retroceso en el área mediterránea a medida que la intervención humana ha alterado el carácter estacional de otras balsas en la zona. Es el caso de la vecina Estanca de Alcañiz, reconvertida en balsa para riego, lo que deja a las saladas de Alcañiz, Calanda y Azaila como reservorios para la especie de entre más de 30 estanques estacionales originalmente había en la región. Otras especies vegetales de interés incluyen al Coronilla scorpioides, al Halopeplis amplexicaulis y al Microcnemun coralloides en las inmediaciones de la balsa, al Stipa lagascae y Lygeum spartum en un segundo anillo y ya en una zona más alejada al Salvia rosmarinus y al Frankenietosum thymifolii. Varias son endemismos de la península ibérica.
La zona es igualmente refugio para 12 especies protegidas de aves, entre las cuales cabe destacar por su mal estado de conservación al Alauda arvensis, al Calandrella brachydactyla, al Melanocorypha calandra y al Pterocles orientalis. Otras, como el Tadorna tadorna, requieren lagunas saladas por lo que la desaparición de saladas ha reducido su hábitat a zonas costeras. Forma también un espacio de descanso adecuado para las aves que habitan a los corredores formados por caminos y acequias en las vecindades.
El espacio es por ello importante para la preservación de la biodiversidad en la zona. Fue dañado en 1986 durante la construcción del canal de Calanda antes de ser designado como Lugar de Interés Comunitario en 2000. El canal ha sido igualmente considerado demasiado cercano al espacio protegido y criticado por su falta de permeabilización, lo que amenaza la salinidad natural del espacio.